# ヘンリー・ハンセン
ヘンリー・ハンセン（Henry Hansen、1902年3月16日 - 1985年3月28日）は、デンマーク、コペンハーゲン出身の自転車競技（ロードレース）選手。
本名は、ヘンリー・ピーター・クリスティアン・ハンセン（Henry Peter Christian Hansen）。

## 経歴
1921年
- デンマーク選手権 アマ個人ロードレース 優勝

1923年
- デンマーク選手権 アマ個人ロードレース 優勝

1925年
- デンマーク選手権
  - アマ個人ロードレース 優勝
  - アマ個人タイムトライアル(ITT) 優勝

1926年
- デンマーク選手権 アマ個人ロードレース 優勝

1927年
- デンマーク選手権 アマ個人ロードレース 優勝

1928年
- アムステルダムオリンピック
  -  個人ロードレース 優勝
  -  団体ロードレース 優勝

1929年
- デンマーク選手権 アマ個人ロードレース 優勝

1930年
- デンマーク選手権 アマ個人ロードレース 優勝

1931年
- ロードレース世界選手権・アマ個人ロードレース 優勝

1932年
- ロサンゼルスオリンピック
  -  団体ロードレース 2位